# Kutubdia
Kutubdia (en bengalí:কুতুবদিয়া) es una isla y Upazila del distrito de Cox's Bazar, en la División de Chittagong, en Bangladés. La isla está situada en la Bahía de Bengala, cerca de Chakaria. Incluye 14.463 viviendas en un área de 215,8 km².
Una estación de policía se instaló en 1917.  Kutubdia es un upazila (una división administrativa local) desde 1983. El upazila tiene 6 subdivisiones. La única ciudad en la isla es Borogoph pero la zona más poblada es la de Ali Akbar Dale. En la isla se encuentra un faro construido por los británicos. Se produce la sal y se obtiene el pescado salado conocido localmente como Shutka.
De acuerdo con el censo de 1991, la población era 95.055 habitantes.